# Seoane (Monforte de Lemos)
Seoane (llamada oficialmente San Salvador de Seoane) es una parroquia española del municipio de Monforte de Lemos, en la provincia de Lugo, Galicia.

## Toponimia
El topónimo deriva del latín Sanctu(m) Iohanne(m), San Juan.
La parroquia también es conocida por el nombre de O Salvador de Seoane.

## Límites
Limita al norte con las parroquias de Baamorto y Chao de Fabeiro, al este con Ribasaltas, al sur con Monforte de Lemos y Vid y al oeste con Moreda y San Julián de Tor.

## Organización territorial
La parroquia está formada por trece entidades de población, constando diez de ellas en el nomenclátor del Instituto Nacional de Estadística español:
- A Gándara
- Almacén (O Almacén)
- A Trincheira
- Campolongo
- Cavada (A Cavada)
- Cima de Vila
- Eirexe (A Eirexe)
- Gueto (O Gueto)
- Mato (O Mato)
- Nogueira (A Nogueira)
- Pacios (Os Pacios)
- Pena (A Pena)
- Valado (O Valado)

## Demografía
| Gráfica de evolución demográfica de Seoane entre 2000 y 2020 |
|                                                              |
| Datos según el nomenclátor publicado por el INE.             |